# Sant Andreu de Baltarga
Sant Andreu de Baltarga és una església romànica de la població de Baltarga, municipi de Bellver de Cerdanya.

## Història
La seva consagració la va portar a terme el bisbe d'Urgell Ingobert el 30 d'octubre de l'any 891, essent la seva possessió un domini disputat entre l'abadia de Cuixà i els comtes de Cerdanya. El dia de la consagració hi foren presents l'ardiaca Eufredari i altres clergues. L'església va ser dotada amb unes vinyes i amb un camp del comte Guifré I que marcava els límits d'un empriu.

## Edifici
L'original del segle xi, va tenir unes grans reformes que la van transformar durant el segle xviii.
La porta estreta de mig punt està orientada al migjorn i sense cap ornamentació, excepte una renglera de dentats. La nau és petita, d'aspecte pobre, amb volta de canó i amb dues capelles laterals. Destaquen els dos arcs faixons. L'absis, originàriament en hemicicle, actualment és recte, però pot contemplar-se el semicercle de l'absis per l'exterior. Enfront de la porta hi havia el baptisteri que contenia una pica heptagonal (segle xiii) de pedra calcària d'un metre d'alçada. Actualment es troba entrant a l'esquerra. Tanmateix entrant a l'esquerra, s'obre la porta que dona pas al campanar, el qual és quadrat, de dos pisos i piramidal. La sagristia, afegida posteriorment, es troba a l'esquerra de l'altar. L'absis està força restaurat i, juntament amb mitja església, toca l'era de la casa de pagès del costat.
Dins el primer tram de la nau, a l'absis i en els arcs preabsidials, estaven decorats amb pintures murals, a l'església, en l'arc toral es conserven alguns vestigis. Al Museu Diocesà d'Urgell, es poden veure una Verge en majestat, les figures de Caín i Abel i un Agnus Dei envoltat d'àngels. Al Museu Nacional d'Art de Catalunya, de Barcelona, es conserva el frontal de l'altar romànic.

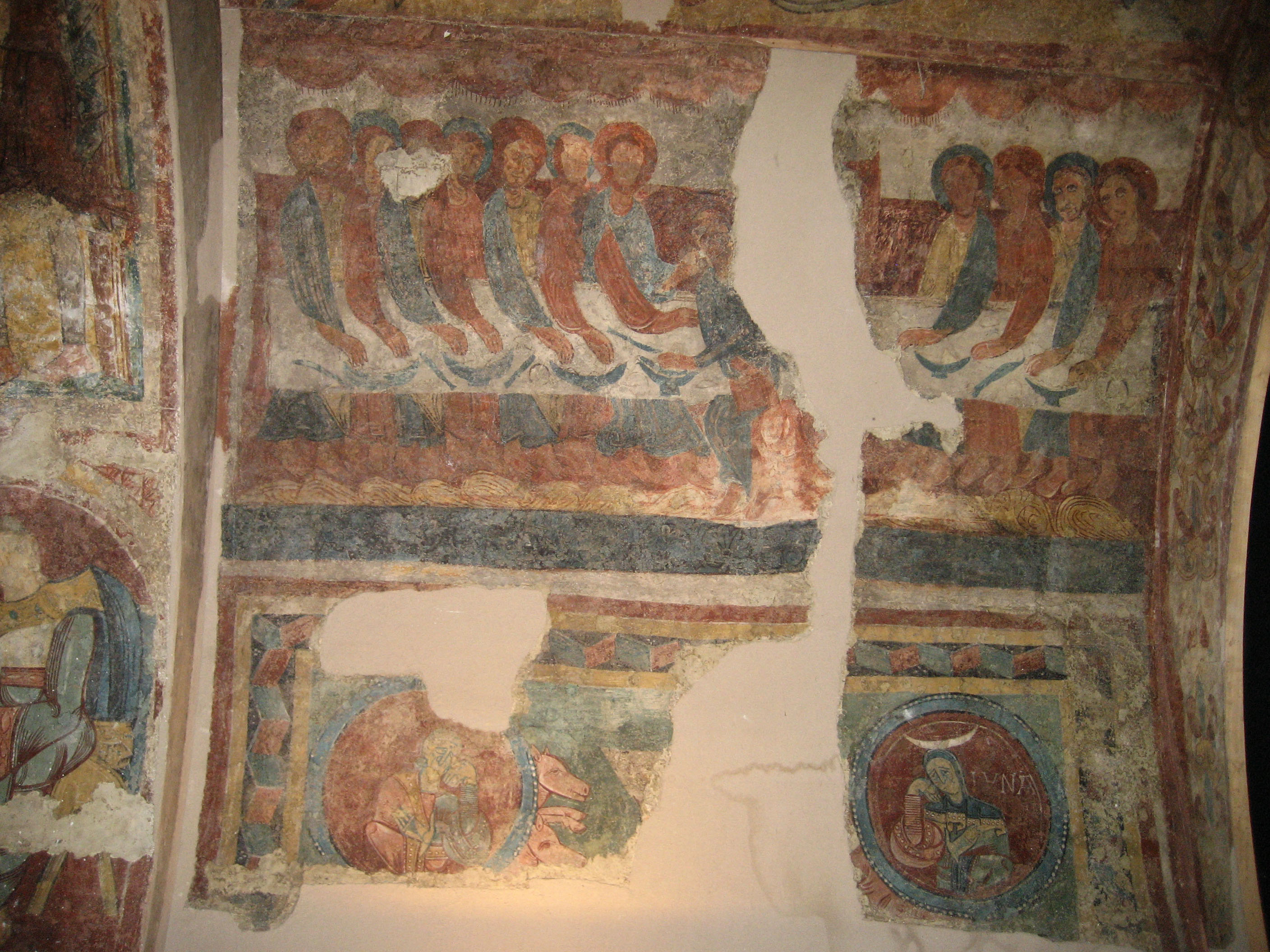
Frescos dels arcs preabsidials, conservats al Museu Diocesà d'Urgell
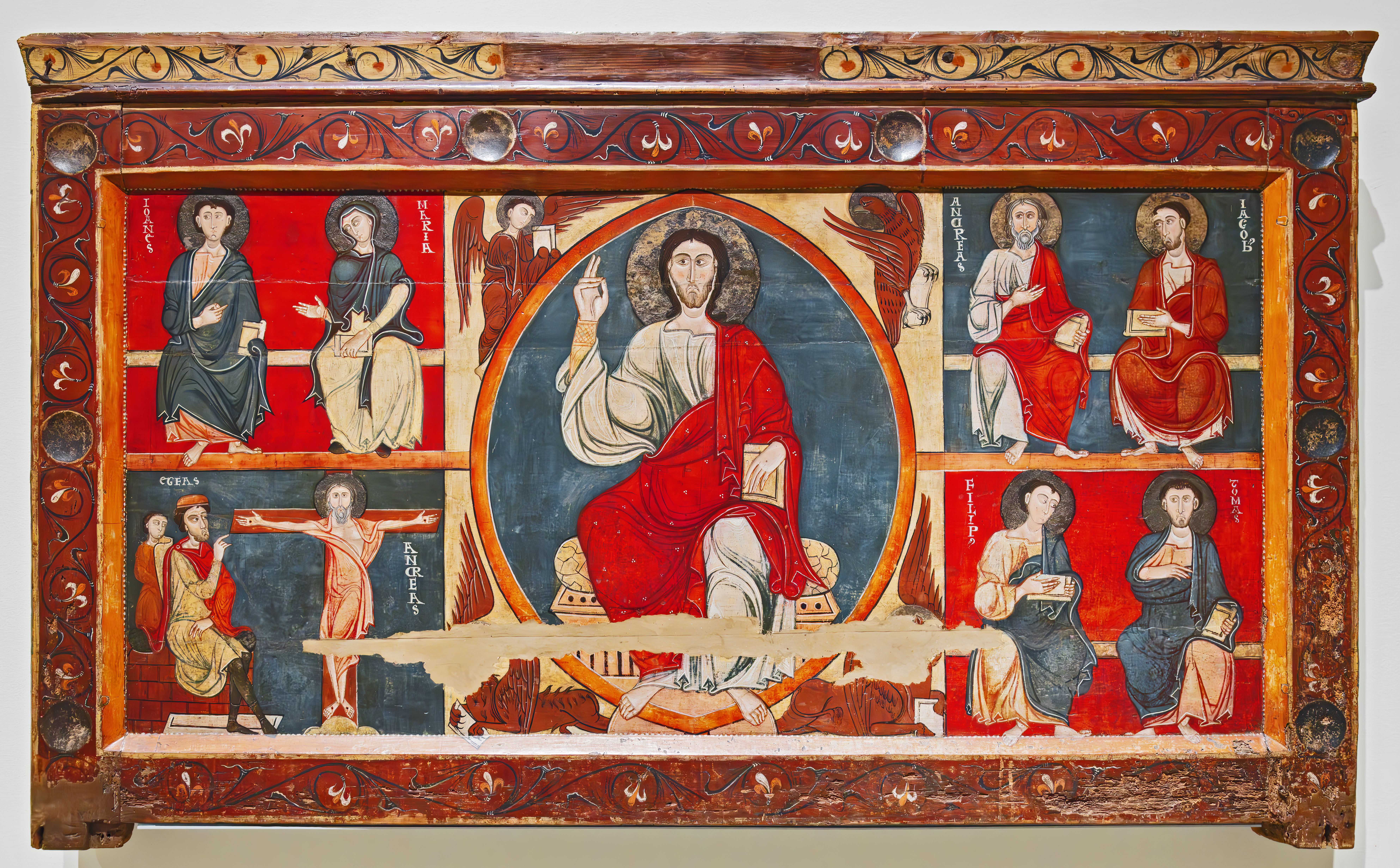
Frontal d'altar conservat al MNAC